# Station Radzanek
Station Radzanek was een spoorwegstation in de Poolse plaats Radzanek.